# 競馬規程
競馬規程（けいばきてい、明治41年閣令第1号）は、日本初の競馬に関する閣令である。1908年11月16日に公布された。趣旨は、それまで「馬券に関する内閣決議書」という農商務・陸軍・内務・司法の4大臣による合議書を根拠として黙許されていた馬券の発売を禁止しつつ、競馬の開催を奨励することにあった。地方競馬規則により廃止。

## 内容
- 当初は、政府公認の競馬会（競馬倶楽部）によって行われる公認競馬、および祭典競馬の開催のみが許可された。
- 1910年の改正以後、それらに加えて地方長官の許可のもとに地方産牛馬組合（1921年以降は畜産組合）、または馬匹の改良増殖を目的とする団体が主催する競馬の開催が許可された。
- 競馬倶楽部に対して補助金を交付。
- 1910年以降は地方で行われる同規定に基づく競馬に対して賞金・奨励金を交付。